# Challenger de Prostějov 2017

El torneo UniCredit Czech Open 2017 fue un torneo profesional de tenis. Perteneció al ATP Challenger Series 2017. Se disputó en su 24ª edición sobre superficie tierra batida, en Prostějov, República Checa entre el 5 al el 10 de junio de 2017.

## Jugadores participantes del cuadro de individuales
| Favorito | País                       | Jugador              | Rank1 | Posición en el torneo |
| -------- | -------------------------- | -------------------- | ----- | --------------------- |
| 1        | Bandera de Eslovaquia      | Martin Kližan        | 50    | Segunda ronda         |
| 2        | Bandera de República Checa | Jiří Veselý          | 57    | CAMPEÓN               |
| 3        | Bandera de Georgia         | Nikoloz Basilashvili | 63    | Primera ronda         |
| 4        | Bandera de Kazajistán      | Mikhail Kukushkin    | 85    | Primera ronda         |
| 5        | Bandera de Argentina       | Nicolás Kicker       | 87    | Cuartos de final      |
| 6        | Bandera de Moldavia        | Radu Albot           | 88    | Cuartos de final      |
| 7        | Bandera de Eslovaquia      | Norbert Gombos       | 93    | Primera ronda         |
| 8        | Bandera de República Checa | Adam Pavlásek        | 97    | Segunda ronda         |

- 1 Se ha tomado en cuenta el ranking del 29 de mayo de 2017.

### Otros participantes
Los siguientes jugadores recibieron una invitación (wild card), por lo tanto ingresan directamente al cuadro principal (WC):
- Patrik Rikl
- Ernests Gulbis
- Martin Kližan
- Tommy Robredo

Los siguientes jugadores ingresan al cuadro principal tras disputar el cuadro clasificatorio (Q):
- Markus Eriksson
- Maxime Janvier
- Kevin Krawietz
- Petr Michnev

## Campeones

### Individual Masculino
- Jiří Veselý derrotó en la final a  Federico Delbonis, 5–7, 6–1, 7–5

### Dobles Masculino
- Guillermo Durán /  Andrés Molteni derrotaron en la final a  Roman Jebavý /  Hans Podlipnik-Castillo, 7–6(5), 6–7(5), [10–6]